# Casa Joaquina Moncanut
La Casa Joaquina Moncanut és un edifici del municipi de Figueres (Alt Empordà) que forma part de l'Inventari del Patrimoni Arquitectònic de Catalunya.

## Descripció
Edifici al centre històric de la ciutat, entre mitgeres de planta baixa i dos pisos. Aquesta presenta a la planta baixa el portal d'accés a l'interior i dos locals. Al primer pis, trobem la balconada central amb dues sortides i dos balcons laterals i guardapols amb decoració vegetal. Al segon pis trobem petits balcons seguint l'ordenació d'obertures inferior, amb guardapols ornamentals més senzilles, i dos motius ornamentals circulars al mur; la mida de les obertures en aquest nivell és més petit que a l'inferior. Per sobre cornisa i barana tripartida amb balustrada (interrompudes per dos panys de paret).

## Història
El 1927 es donà el permís municipal per instal·lació de l'aigua a l'edifici. (Arxiu Arquitectònic de l'Ajuntament de Figueres, any 1927). L'any 1983 l'interior es trobava tot enderrocat i només se'n conservava la façana.